# 关尹子
關尹子，《漢書·藝文志》有所著錄，其思想要旨在於「貴清」。
今本《關尹子》又名《文始真經》，為周朝大夫尹喜所作，收入《正統道藏》洞神部本文類。

## 題解
尹喜因曾任關尹（古代把守關隘的官吏），故世稱「關尹子」。據傳關尹子曾問學於老子，於函谷關得老子親授《道德經》。
據《混元聖記》所載：「老君授喜玉冊金文，賜以文始先生之號。以道德五千言自喜傳受，方行於世，故曰文始先生也」，抱朴子和真靈位業圖已提及此名，元世祖至元三年（1266）加封為「無上太初博文文始真君」。

## 內容
其書分為〈一宇〉、〈二柱〉、〈三極〉、〈四符〉、〈五鑒〉、〈六匕〉、〈七釜〉、〈八籌〉、〈九藥〉，共九篇。宇者，道也。柱者，建天地也。極者，尊聖人也。符者，精神魂魄也。鑑者，心也。匕者，食也。釡者，化也。籌者，物也。藥者，雜治也。

## 注解
- （宋）陳顯微《文始真經言外旨》九卷
- （元）杜道堅《關尹子闡玄》三卷
- （元）牛道淳《文始真經直解》九卷
- （明）王一清《文始經釋辭》九卷

## 考證
《漢書·藝文志》著錄《關尹子》九篇，《隋志》、《唐書·藝文志》雖然沒有記載此書，但魏晉南北朝成書的《西升經》已經有明引《關尹子》的事實、東晉葛洪也提到過此書，盛唐的書目雖然已經亡佚，但唐玄宗寫序的《上方大洞真元妙經品》、荊溪湛然仍提到《關尹子》，至南宋尤袤《遂初堂書目》則記載了北宋陸佃註解的《關尹子》。從引文線索來看，戰國初年關尹子的弟子列子、戰國中期的莊子都有引用，到了漢朝引用者有揚雄、王充，三國有曹植、鍾會、任奕化用改造《關尹子》，東晉鳩摩羅什翻譯佛經時借用了《關尹子》的名句（而相關梵文其實並無此意）、西魏有蘇綽、唐代開始有李通玄、趙志堅、李白、權德輿、柳宗元、白居易、呂純陽都有引用證據，到了北宋時期王安石、蘇軾、黃庭堅等都以《關尹子》的內文創作了相關的詩句，與三人同時的陸佃則註解了《關尹子》。所謂《關尹子》曾經失傳的謬說不攻自破！
陳顯微《文始真經言外旨》附有葛洪的序，稱鄭思遠傳葛洪「尹眞人文始經」九篇，洪愛之、誦之、藏之、拜之。